# Euram Bank
Die European American Investment Bank AG (Euram Bank) ist eine unabhängige österreichische Bank mit dem Hauptsitz in Wien.
Sie wird derzeit nach Eröffnung eines Insolvenzverfahrens abgewickelt.

## Beschreibung
Die Euram Bank ist eine Privatkundenbank mit Sitz in Wien, Österreich. Die Bank wurde 1999 gegründet und befindet sich zu 100 Prozent im Besitz des Managements sowie privater Investoren. Der Schwerpunkt der Bank liegt im Private Banking und Investment Banking, welches auch die Anlageberatung und das Portfolio-Management umfasst. Sie bieten verschiedene Finanzdienstleistungen und Finanzprodukte für österreichische und internationale Privatkunden, Family Offices, Familienunternehmen und institutionelle Kunden.
2012 wurde gegen die Euram Bank wegen Untreue und Bilanzfälschung ermittelt.
Eine Klage der Euram Bank gegen die Slowakei scheiterte 2014.

## Einlagensicherung
Als österreichisches Kreditinstitut unterliegt die Bank uneingeschränkt den Bestimmungen des ESAEG (Einlagensicherungs- und Anlegerentschädigungsgesetz), der nationalen Umsetzung der entsprechenden Richtlinien der Europäischen Union und ist Mitglied der Einlagensicherung der Banken & Bankiers GmbH, damit werden alle Einlagen bis 100.000 Euro in Österreich vollständig abgesichert.

## Krise
Im Jahr 2024 musste die Finanzmarktaufsichtsbehörde (FMA) mehrfach intervenieren. Seit Jänner 2024 ist der Bank das Neugeschäft untersagt wegen des Verdachts von Verstößen gegen das Geldwäschegesetz. Am 20. September 2024 wurde der Bank mitgeteilt, dass sie innerhalb von 4 Wochen eine Kapitalerhöhung um mindestens 25 Mio. Euro durchführen oder ihre Auflösung und freiwillige Selbstabwicklung beschließen muss. Zu diesem Zweck musste bis spätestens 18. Oktober 2024 eine außerordentliche Hauptversammlung einberufen werden. Bereits am 16. August 2024 hatte die FMA der Bank einen vorläufigen Verwalter zu Seite gestellt, dessen Genehmigung der Vorstand zu allen wichtigen Geschäftsfällen einholen muss. Die FMA hat dem Institut den Geschäftsbetrieb am 16. Oktober 2024 untersagt. Gleichzeitig wurde ein Regierungskommissär bestellt, der die Interessen der Gläubiger sichern soll. Laut der Einlagensicherung Austria (ESA) sind Einlagen in Höhe von 37,6 Millionen Euro durch die Einlagensicherung gedeckt. Die ESA gehe davon aus, dass 757 Kunden zu entschädigen seien, insgesamt gebe es rund 276 Millionen Euro an Einlagen. Am 10. Dezember 2024 wurde über die EURAM das Insolvenzverfahren eröffnet.

## Einzelbelege
- Geschäftsbericht 2014/2015 (Englisch)